# Liste der Geotope im Kreis Nordfriesland
Diese sortierbare Liste enthält die Geotope des Kreises Nordfriesland in Schleswig-Holstein. Sie enthält die amtlichen Bezeichnungen für Namen und Nummern sowie deren geographische Lage.
| Geotop-Nummer | Objektnummer Geotop-Potentialgebiet | Name                                                                                        | Geotoptyp             | Gemeinde/Stadt    | Koordinaten                     | Bild           | Bemerkung                                  |
| ------------- | ----------------------------------- | ------------------------------------------------------------------------------------------- | --------------------- | ----------------- | ------------------------------- | -------------- | ------------------------------------------ |
| Du 001        |                                     | Dünen von Nord-Sylt mit Listland und Ellenbogen                                             | Düne, Flugsandgebiet  | List auf Sylt     | 55° 2′ 54,2″ N, 8° 24′ 20,1″ O  |                |                                            |
| Du 002        |                                     | Dünen von Westerland-Hörnum/Sylt                                                            | Düne, Flugsandgebiet  | Hörnum            | 54° 48′ 34,4″ N, 8° 17′ 22,5″ O |                |                                            |
| Du 003        |                                     | Dünengelände von Amrum                                                                      | Düne, Flugsandgebiet  | Amrum             | 54° 39′ 17,3″ N, 8° 19′ 29″ O   |                |                                            |
| Du 004        |                                     | Dünen von St. Peter-Ording                                                                  | Düne, Flugsandgebiet  | St. Peter-Ording  | 54° 19′ 15,6″ N, 8° 36′ 17,2″ O |                |                                            |
| Du 006        |                                     | Binnendünen östlich Süderlügum                                                              | Düne, Flugsandgebiet  | Süderlügum        | 54° 52′ 19,6″ N, 8° 55′ 44,3″ O | weitere Bilder |                                            |
| Du 007        |                                     | Binnendünen bei Grellsbüll/Humptrup                                                         | Düne, Flugsandgebiet  | Humptrup          | 54° 52′ 0,4″ N, 8° 52′ 27″ O    |                |                                            |
| Du 008        |                                     | Binnendünen von Haidburg-Süderberge                                                         | Düne, Flugsandgebiet  | Süderlügum        | 54° 51′ 20,7″ N, 8° 55′ 27,9″ O |                |                                            |
| Du 009        |                                     | Binnendünen südlich von Enge                                                                | Düne, Flugsandgebiet  | Enge-Sande        | 54° 43′ 3,9″ N, 8° 59′ 12,5″ O  |                |                                            |
| Du 010        |                                     | Binnendünen der Bargumer Heide                                                              | Düne, Flugsandgebiet  | Bargum            | 54° 42′ 9,6″ N, 9° 0′ 15″ O     |                |                                            |
| Du 011        |                                     | Binnendünen zwischen Knorburg und Riesbriek und am Buschberg bei Holzacker                  | Dünen, Flugsandgebiet | Lindewitt         | 54° 42′ 8,9″ N, 9° 5′ 36,8″ O   |                |                                            |
| Du 012        |                                     | Binnendünen östlich Soholm                                                                  | Düne, Flugsandgebiet  | Lütjenholm        | 54° 41′ 51,2″ N, 9° 3′ 41,3″ O  |                |                                            |
| Du 013        |                                     | Dünenreste der Warften Lundenberg, Herstum, Sterdebüll und Gr. Ellerbüll (10 Einzelflächen) | Düne, Flugsandgebiet  | Hattstedtermarsch | 54° 32′ 35,7″ N, 8° 59′ 6,3″ O  |                |                                            |
| Kl 037        |                                     | Elster- und Drenthe-Kaltzeit: Rotes Kliff zwischen Westerland und Kampen/Sylt               | Kliff                 |                   | 54° 57′ 9,1″ N, 8° 19′ 45,5″ O  |                |                                            |
| Kl 038        |                                     | Weisses Kliff bei Braderup/Sylt                                                             | Kliff                 |                   | Koordinaten fehlen! Hilf mit.   |                |                                            |
| Kl 039        |                                     | Morsum Kliff/Sylt                                                                           | Kliff                 | Morsum            | 54° 52′ 30,6″ N, 8° 27′ 41,5″ O | weitere Bilder | Das Morsum-Kliff ist ein Nationales Geotop |
| Kl 040        |                                     | Goting Kliff/Föhr                                                                           | Kliff                 | Goting            | 54° 41′ 0,7″ N, 8° 28′ 9,8″ O   | weitere Bilder |                                            |
| Kl 041        |                                     | Kliff bei Steenodde/Amrum                                                                   | Kliff                 | Nebel             | Koordinaten fehlen! Hilf mit.   |                |                                            |
| Kl 044        |                                     | Erosionskliff Süderstapel-Siebenberge                                                       | Kliff                 |                   | Koordinaten fehlen! Hilf mit.   |                |                                            |
|               | Mo 001                              | Rantzau-Höhe, Ahlefelder Höhe, Heide Berg und Klintumer Berg                                | Moräne                |                   | Koordinaten fehlen! Hilf mit.   |                |                                            |
|               | Mr 012                              | Wildes Moor bei Schwabstedt                                                                 | Moor                  | Schwabstedt       | 54° 24′ 59,9″ N, 9° 15′ 4,2″ O  | weitere Bilder |                                            |
| Qh 002        |                                     | Holozän: Raseneisensteinvorkommen am Stollberg (2 Einzelflächen)                            | Aufschluss            | Bordelum          | 54° 38′ 39,3″ N, 8° 56′ 52,8″ O |                |                                            |
| Qp 006        |                                     | Saale - Komplex/Leck - Warmzeit:Leck                                                        | Aufschluss            |                   | Koordinaten fehlen! Hilf mit.   |                |                                            |
| Qp 015        |                                     | Eem-Warmzeit: Ahrenshöft                                                                    | Aufschluss            |                   | Koordinaten fehlen! Hilf mit.   |                |                                            |
| Qp 023        |                                     | Weichsel - Kaltzeit: Periglaziäre Polygonmusterböden bei Tinningstedt - Neulandshof         | Aufschluss            |                   | Koordinaten fehlen! Hilf mit.   |                |                                            |
| Qp 024        |                                     | Weichsel - Kaltzeit: Periglaziäre Polygonmusterböden bei Hoxtrup                            | Aufschluss            |                   | Koordinaten fehlen! Hilf mit.   |                |                                            |
| Qp 027        |                                     | Weichsel - Kaltzeit: Pingo - ähnliche Strukturen Schwesing                                  | Aufschluss            |                   | Koordinaten fehlen! Hilf mit.   |                |                                            |
| Te 002        |                                     | Miozän, Pliozän, Quartär: Morsum - Kliff auf Sylt                                           | Aufschluss            | Morsum            | 54° 52′ 30,6″ N, 8° 27′ 41,5″ O |                |                                            |
| Te 006        |                                     | Pliozän: Kaolinsandgruben Braderup/Sylt                                                     | Aufschluss            |                   | Koordinaten fehlen! Hilf mit.   |                |                                            |
| Te 006        |                                     | Pliozän: Kaolinsandgruben Braderup Sylt                                                     | Aufschluss            |                   | Koordinaten fehlen! Hilf mit.   |                |                                            |
| St 017        |                                     | Vorstrand Kniepsand und Amrum - Odde/Amrum                                                  | Strandwall            |                   | Koordinaten fehlen! Hilf mit.   |                |                                            |
| St 018        |                                     | Vorstrände von St. Peter Ording – Westerhever (2 Einzelflächen)                             | Strandwall            |                   | Koordinaten fehlen! Hilf mit.   |                |                                            |
| St 022        |                                     | Nehrung Witzwort - Sandkrug                                                                 | Strandwall            |                   | Koordinaten fehlen! Hilf mit.   |                |                                            |
| St 031        |                                     | Strandwallsystem Eiderstedt (Brösum - Haferacker) (2 Einzelflächen)                         | Strandwall            |                   | Koordinaten fehlen! Hilf mit.   |                |                                            |
|               | Ta 010                              | Ostenau - Tal zwischen Bohmstedt und Drelsdorf                                              | Strandwall            |                   | Koordinaten fehlen! Hilf mit.   |                |                                            |
|               | Ta 023                              | Trockentäler am Glockenberg/Fresendelf (11 Einzelflächen)                                   | Talform               |                   | Koordinaten fehlen! Hilf mit.   |                |                                            |

Quelle: Geologischer Dienst im Landesamt für Landwirtschaft, Umwelt und ländliche Räume des Landes Schleswig-Holstein; Stand 2015

## Quelle
- Geotopliste Planungsraum I. (PDF, 227 KB) Geologischer Dienst im Landesamt für Landwirtschaft, Umwelt und ländliche Räume des Landes Schleswig-Holstein, Mai 2015, abgerufen am 5. Juli 2015.